# ورزشگاه جام‌جهانی جئونجو
ورزشگاه جام‌جهانی جئونجو، نام مستعار "قلعه جئونجو"یک ورزشگاه فوتبال در شهرستان جئونجو، کره جنوبی واقع شده.

در این ورزشگاه بازی های خانگی باشگاه فوتبال چونبوک هیوندای موتورز برگزار می شود. گنجایش این ورزشگاه ۴۳٬۳۴۸ هزار نفر است.

ورزشگاه جام‌جهانی جئونجو برخی از مسابقات جام جهانی ۲۰۰۲ میزبانی کرده.

| #  | تاریخ        | تیم ۱   | نتیجه | تیم ۲               | رقابت                               |
| -- | ------------ | ------- | ----- | ------------------- | ----------------------------------- |
| ۱. | ۷ ژوئن ۲۰۰۲  | اسپانیا | ۱-۳   | پاراگوئه            | مرحله گروهی جام جهانی ۲۰۰۲ (گروه B) |
| ۲. | ۱۰ ژوئن ۲۰۰۲ | پرتغال  | ۰-۴   | لهستان              | مرحله گروهی جام جهانی ۲۰۰۲ (گروه D) |
| ۳. | ۱۷ ژوئن ۲۰۰۲ | مکزیک   | ۲-۰   | ایالات متحده آمریکا | مرحله یک شانزدهم جام جهانی ۲۰۰۲     |